# كاسيروس (بوينس آيرس)
كاسيروس (بالإسبانية: Caseros, Buenos Aires)‏ هي مدينة تقع في الأرجنتين في Tres de Febrero Partido. يقدر عدد سكانها بـ 95,785 نسمة وترتفع عن سطح البحر 26.88 متر.

## أعلام
- ايزكويل سيريجيليانو
- أنطونيو رومانو
- نيكولاس كارو
- اميليانو فوسكو
- يوبولدو جالتييرى